# Renault Type AH e Type AM
Le Type AH e Type AM sono due autovetture di fascia medio-bassa prodotte tra il 1905 e il 1909 dalla casa francese Renault. Le Type CQ e Type DM furono le eredi e vennero prodotte tra il 1911 e il 1914.

## Profilo
Le Type AM e AH nacquero come eredi della Renault Type N, una vettura che nel 1903, anno in cui fu prodotta, era disponibile sia con motore da 2,5 litri che con il più piccolo propulsore da 1,3 litri. Le Type AH e AM raccolsero il testimone di entrambe le motorizzazioni e proposero due modelli di fascia intermedia equipaggiati da un 4 cilindri in linea da 2120 cm³ in grado di sviluppare 10 CV, una potenza piuttosto ridotta già all'epoca, ma ricca di coppia motrice. L'intento delle Type AH e AM era quello di proporre un modello sulla falsariga delle più lussuose coupé de ville dell'epoca, ma in versione molto più economica. Ne conseguirono quindi prestazioni più modeste e un corpo vettura più piccolo. Le Type AH e AM furono prodotte fino al 1909.
A partire dal 1911 si ebbe un ritorno della Casa francese con una nuova proposta: le Type AH e AM cambiarono nome in Type CQ e DM. Rispetto ai precedenti modelli fu utilizzato un nuovo telaio dal passo maggiorato a 3 metri, che permise di aumentare le dimensioni e permettere una migliore abitabilità. Il motore invece era lo stesso 4 cilindri da 2,1 litri di cilindrata. Invariata era anche la carrozzeria con cui tali modelli furono proposti. LeType CQ e DM furono prodotte fino al 1914.